# Ofensiva de Deir ez-Zor (2024)
En los días previos y durante las ofensivas de la oposición siria de 2024, se produjeron en la gobernación de Deir ez-Zor varios enfrentamientos militares en los que participaron células del ISIS , fuerzas rebeldes sirios, fuerzas del gobierno sirio y fuerzas de la coalición internacional liderada por Estados Unidos en la que participan el Reino Unido, Francia, Jordania, Turquía, Canadá, Australia y otros. Estos acontecimientos provocaron importantes respuestas militares tanto de las fuerzas rusas como de las tropas del régimen de Assad.
El 3 de diciembre de 2024, las Fuerzas Democráticas Sirias (FDS), apoyadas por la coalición CJTF-OIR liderada por Estados Unidos, lanzaron una ofensiva contra las fuerzas pro gubernamentales en la región oriental de Deir ez-Zor.

## Antecedentes
Tras el colapso territorial del Estado Islámico a principios de 2019, los combatientes del grupo iniciaron una insurgencia en el este de Siria . Lo que siguió fue una larga serie de ataques e incursiones del ISIS contra las fuerzas FDS y SAA.
A fines de noviembre de 2024, una coalición liderada por HTS lanzó una ofensiva en todo el país contra las fuerzas gubernamentales. La oposición siria logró avanzar hacia la Gobernación de Homs en dirección este, en dirección a Deir ez-Zor, a principios de diciembre. Al mismo tiempo, el Ejército Libre Sirio, respaldado por Estados Unidos, desde la zona de Al-Tanf logró capturar Palmira el 7 de diciembre.

### Primeros enfrentamientos con ISIS
Células del ISIS mataron a un miembro de las FDS e hirieron a otros en un puesto de control de seguridad el 17 de noviembre.  Dos días después, un ataque de la Fuerza Aérea de los Estados Unidos contra complejos de milicianos alineados con Irán en el desierto de Al-Qoriya, en la gobernación de Deir ez-Zor, mató a cinco milicianos. Se realizaron operaciones adicionales contra posiciones de las milicias en Al-Quriyah, Mayadin y Al-Asharah, tras el impacto de un misil iraní cerca de su base de Al-Shaddadi en la gobernación de Al-Hasakah. A principios de noviembre, la coalición internacional liderada por Estados Unidos llevó a cabo cuatro ejercicios con munición real en la base petrolífera de Al-Omar, su mayor instalación en Siria, y otro en la base de Al-Tanf, cerca de la zona fronteriza entre Siria, Irak y Jordania.
El 21 de noviembre, ISIS llevó a cabo un ataque con artefactos explosivos improvisados que mató a dos combatientes de las FDS e hirió a otros 12 en Deir Ezzor. El 23 de noviembre, células del ISIS emboscaron una posición del Ejército Árabe Sirio (SAA) en el desierto de Al-Bushri, matando a un teniente y un soldado. Las células del ISIS también tendieron una emboscada a una posición en el área de Al-Ma'ezalyah del desierto de Abu Kamal, matando a dos soldados del Cuerpo de la Guardia Revolucionaria de Irán e hiriendo a otros dos soldados. El 24 de noviembre, agentes del ISIS atacaron y mataron a dos combatientes de las FDS e hirieron gravemente a uno después de detonar una mina terrestre en la aldea de Ghariba Al-Sharqiya, en el distrito de Al-Sawr, en el norte de Deir ez-Zor. El 25 de noviembre, agentes del ISIS llevaron a cabo dos ataques separados en la provincia occidental de Deir ez-Zor. El primer incidente involucró a miembros de ISIS en motocicletas que participaron en un enfrentamiento armado con las Fuerzas de Seguridad Interna de Al-Asayish a lo largo de la carretera Al-Khorafy cerca de Abu Khashab. Aunque durante el enfrentamiento hubo disparos de ametralladora, no se reportaron víctimas. En un incidente separado el mismo día, militantes del ISIS llevaron a cabo un ataque fatal cerca de Al-Makman, resultando en la muerte de un conductor de tanque de petróleo.
En respuesta, las fuerzas aéreas rusas ejecutaron múltiples ataques de precisión contra posiciones del ISIS en el desierto el 27 de noviembre de 2024. Estas operaciones se dirigieron a lugares específicos, entre ellos la montaña Al-Boshra en el oeste de Deir ez-Zor y posiciones dentro de Al-Rasafa en la zona rural de Al-Raqqa. Ese mismo día, hombres armados de células del ISIS dispararon con ametralladoras contra un puesto de control de las FDS situado en la localidad de Al-Hawayej.  Al día siguiente, agentes del ISIS que viajaban en motocicleta dispararon armas automáticas contra la primera brigada de las Fuerzas de Autodefensa en la ciudad de Al-Jurthi, ubicada en la provincia oriental de Deir ez-Zor, lo que provocó fuego de respuesta sin víctimas conocidas. En la base militar estadounidense del yacimiento de gas Koniko, en el norte de Deir ez-Zor, se llevó a cabo un ejercicio militar de una coalición internacional liderada por Estados Unidos en el que participaron aviones de combate. Estos ejercicios generaron notables firmas acústicas en el área circundante debido a la intensidad de las operaciones. El 29 de noviembre, aviones no identificados realizaron ataques de precisión contra posiciones asociadas con fuerzas alineadas con Irán en la región del desierto de Ma'izila de Abu Kamal, situada a lo largo de la frontera entre Irak y Siria.
Las milicias alineadas con Irán ampliaron significativamente su presencia militar y sus operaciones de seguridad en Abu Kamal en medio de crecientes tensiones regionales y tras las acciones militares estadounidenses contra posiciones de las milicias en la región. Las milicias establecieron nuevos sistemas de puestos de control en los puntos de entrada y salida de la ciudad, y aumentaron las actividades de patrullaje en las calles secundarias.
Llegaron refuerzos notables de varios grupos afiliados, entre ellos Hezbollah Iraq, las Fuerzas de Movilización Popular y la milicia Fatemiyoun, que concentraron su presencia en la región de Al-Thalathaat, cerca de la frontera entre Irak y Siria. Las fuerzas desplegadas realizaron ejercicios de entrenamiento nocturnos, incluidos simulacros de fuego real dirigidos a zonas desérticas, en preparación para posibles acciones militares de las fuerzas estacionadas en la base de Al-Tanf, que alberga a las fuerzas de la coalición internacional. Los refuerzos se produjeron tras un ataque de precisión del Comando Central de Estados Unidos el 27 de noviembre contra una instalación de almacenamiento de armas de la milicia en Siria.

### Retirada rusa
El 30 de noviembre, las fuerzas rusas ejecutaron una retirada coordinada de equipo y personal militar de varios cuarteles generales en la zona de las Siete Aldeas, reubicando esos activos en la ciudad de Deir ez-Zor. La retirada abarcó posiciones en Al-Husseiniyah, Al-Salihiyah, Hatla, Mrat, Mazloum, Khasham y Tabiyet Jazira, todas situadas en la orilla oriental del Éufrates. La retirada provocó respuestas estratégicas de múltiples actores, incluidas las FDS, que consolidó sus fuerzas en las zonas industriales adyacentes al área afectada. Las fuerzas de la coalición internacional liderada por Estados Unidos, que operan desde el yacimiento de gas de Koniko, llevaron a cabo operaciones de artillería dirigidas contra posiciones en las ciudades de Marrat y Khasham, en la región de las Siete Aldeas.  La Dirección General de Seguridad logró detener a un emir del ISIS en la ciudad de Al-Izba, al norte de Deir ez-Zor. El emir fue responsable de varios atentados y asesinatos recientes en la ciudad.

## Ofensiva
Las Fuerzas Democráticas Sirias (FDS) lanzaron una ofensiva contra las fuerzas progubernamentales cerca de las ciudades de Khasham y Al-Salihiyah en la provincia oriental siria de Deir ez-Zor el 3 de diciembre. Consiguieron capturar la aldea de Al-Hussainiyah. Los aviones de la coalición CJTF-OIR brindaron apoyo a las FDS al atacar a las milicias apoyadas por Irán en la región. Un combatiente de las FDS y un civil murieron en enfrentamientos con el SAA. Las FDS afirmaron haber capturado las siete aldeas bajo control del SAA en la orilla oriental del Éufrates: Salhiya, Tabiya, Hatla, Khasham, Marat, Mazloum y Husseiniya, y las estaban incorporando al Consejo Militar de Deir ez-Zor.  Un ataque aéreo estadounidense mató a seis soldados del SAA cerca del aeropuerto de Deir ez-Zor. 
Dos días después, las FDS capturaron el campo petrolífero de Thawra, la ciudad de Resafa y lugares estratégicos cerca de las áreas de Safyan y Anbaj, ubicadas en la Gobernación de Raqqa, tras la retirada de las fuerzas pro gubernamentales. Al día siguiente, las fuerzas pro gubernamentales también comenzaron a retirarse de las ciudades de Deir ez-Zor, Mayadin, Al-Quriyah y Abu Kamal, hacia la capital, Damasco. Poco después de la retirada del gobierno, las fuerzas de las FDS cruzaron el río Éufrates para entrar en la ciudad de Deir ez-Zor y tomaron el control total de ella al final del día. Más al sur, las FDS también tomaron Abu Kamal cerca de la frontera iraquí. 
En Deir ez-Zor estallaron protestas contra las FDS pidiendo que el gobierno de transición sirio tome el control de la ciudad.  Se dice que elementos árabes dentro de las FDS comenzaron a desertar hacia la sala de operaciones de Fateh Mubin. El 10 de diciembre, la oposición anunció la captura de Abu Kamal. Para evitar una confrontación importante entre las FDS y el HTS, las fuerzas de las FDS se retiraron al lado derecho de la orilla del río Éufrates. Esto dio como resultado que el HTS tuviera el control total de la ciudad de Deir ez-Zor a fines del 11 de diciembre.  

## Secuelas
Un combatiente de las FDS murió en un ataque del ISIS en Deir Ezzor el 17 de diciembre.  Ese mismo día, dos combatientes de las FDS murieron y otros cuatro resultaron heridos en un ataque del ISIS al puesto de control de Al Raqa. 
El 20 de diciembre, dos combatientes del ISIS murieron en un ataque aéreo estadounidense en Deir Ezzor.